# Podagrion coerulea
Podagrion coerulea är en stekelart som först beskrevs av Henri Saussure 1890.  Podagrion coerulea ingår i släktet Podagrion och familjen gallglanssteklar. Inga underarter finns listade i Catalogue of Life.